# Parque nacional de Kirirom
El Parque nacional de Kirirom es un área protegida en Camboya. Se encuentra principalmente en el distrito de Phnom Sruoch, provincia de Kampong Speu, mientras que una sección más pequeña se encuentra en la vecina provincia de Koh Kong.
El significado de "Kirirom" es "Montaña Feliz". Este nombre fue dado a la zona por el rey Monivong en la década de 1930. 
El parque se extiende sobre la parte oriental de las montañas de Cardamomo. Se ubica a 112 km de Phnom Penh cerca de la Carretera Nacional 4 en el camino a Sihanoukville.